# 合コン後のファミレスにて
「合コン後のファミレスにて」（ごうこんあとのふぁみれすにて）は、ソニンの4枚目のシングル。2003年10月8日に発売された。

## 解説
シングルとしては、前作から6ヶ月ぶりのリリースとなる。タイトルの『合コン後』の読みは『ごうこんご』ではなく『ごうこんあと』である。初回限定盤のみ、表題曲のミュージックビデオを収録したDVD付き。
カップリングには発売中止となったEE JUMPの1stアルバム『EE JUMP COLLECTION 1』に収録される予定だった『ADA BOY & DA GIRL』がソニンバージョンとして収録されている。この時点で『EE JUMP COLLECTION 1』収録予定曲はユウキのソロ楽曲『下町育ちの僕だから』以外はすべて発表されたことになる。
本シングルの発売直後、トイズファクトリーとの契約が打ち切られた。
「合コン後のファミレスにて」は、字余りの歌詞や歌唱法に吉田拓郎の影響が見られる。

## 収録曲
全作詞・作曲：つんく
1. 合コン後のファミレスにて
編曲：鈴木俊介
テレビ朝日系「Matthew's Best Hit TV」エンディングテーマ
2. ADA BOY & DA GIRL
編曲：石塚知生
3. 合コン後のファミレスにて(Instrumental)
4. ADA BOY & DA GIRL(Instrumental)